# Jytte Guteland
Jytte Gunlög Elisabeth Bengtsson Guteland (ur. 16 września 1979 w Huddinge) – szwedzka polityk i ekonomistka, działaczka Szwedzkiej Socjaldemokratycznej Partii Robotniczej (SAP), w latach 2007–2011 przewodnicząca Ligi Młodych Szwedzkiej Socjaldemokracji (SSU), posłanka do Parlamentu Europejskiego VIII i IX kadencji, parlamentarzystka krajowa.

## Życiorys
Ukończyła studia ekonomiczne na Södertörns högskola. Pracowała jako ekspert ds. politycznych w administracji rządowej. W latach 2007–2011 pełniła funkcję przewodniczącej SSU – organizacji młodzieżowej szwedzkich socjaldemokratów i centrali związkowej LO. Została następnie koordynatorką jednego z programów niezależnego think tanku Global Utmaning. Była wymieniana jako potencjalna następczyni Mony Sahlin na funkcji przewodniczącej SAP. W 2013 rekomendowana na jedno z trzech pierwszych miejsc listy socjaldemokratów w wyborach europejskich w 2014, w wyniku głosowania z 25 maja 2014 uzyskała mandat eurodeputowanej VIII kadencji. W 2019 z powodzeniem ubiegała się o reelekcję.
W wyborach w 2022 uzyskała mandat posłanki do Riksdagu.